# عقد 540
عقد 540 هو عقد امتد بين 1 يناير 540 و31 ديسمبر 549 بحسب التقويم الميلادي. سبقه عقد 530 ولحقه عقد 550.

## مواليد
- أبو لهب (549)
- فوقاس (547)
- طرفة بن العبد (543)
- الإمبراطور وين من سوي (541)
- أبو قحافة (542)
- عبد الله بن عبد المطلب (545)

## وفيات
- بندكت النيرسي (547)
- صولومون (544)
- سطوطزاس (545)
- امرؤ القيس (544)
- ثيوديبيرت الأول (548)
- ثيودورا (548)

## كتب
- Yves Denis Papin (1998). Chronologie de l'histoire ancienne. Lieu de publication non identifié: Éditions Jean-paul Gisserot. ISBN:2-87747-346-5. OCLC:40746926. مؤرشف من الأصل في 2022-03-16.
- موسوعة حضارة العالم (2002) لأحمد محمد عوف.

## روابط خارجية
- تصفح سنة بسنة عقد 540 على موقع onthisday.com
- تصفح سنة بسنة عقد 540 ابتداءً من سنة عقد 540 على موقع المكتبة الوطنية الفرنسية